# جائزة ماليزيا الكبرى للدراجات النارية 1997
جائزة ماليزيا الكبرى للدراجات النارية 1997 هو سباق دراجات نارية أقيم بتاريخ 13 أبريل 1997 في حلبة شاه عالم. كان الجولة الأولى من أصل 15 في سباق الجائزة الكبرى للدراجات النارية موسم 1997. فاز الأسترالي ميك دوهان بفئة 500 سي سي.

## وصلات خارجية
- الموقع الرسمي